# Accademia delle arti del disegno
L'Accademia delle arti del disegno de Florència és l'acadèmia de belles arts més antiga del món, va ser fundada l'any 1563 i no s'ha de confondre amb l'Accademia di belle arti di Firenze.

## Orígens
A la baixa edat mitjana va néixer al principi del seglel XIV (potser l'any 1339) la Compagnia di san Luca, que reagrupava els pintors de la ciutat, dedicada a Sant Lluc evangelista.
D'aquest primer nucli es va desenvolupar l'Accademia del disegno, fundada per Cosimo I de' Medici el 13 de gener de 1563, sota el consell de Giorgio Vasari. Inicialment va ser anomenada "Accademia e compagnia dell'arte del disegno" donat que estava subdividida en dues branques operatives diferenciades.
L'Accademia estava constituïda només per personalitats eminents i tenia la funció de tutelar la supervisió sobre tota la producció del principato mediceo.
El primer acadèmic que va ser escollit amb el títol de padre e maestro de les arts va ser Michelangelo Buonarroti i aviat en van formar part Francesco da Sangallo, Agnolo Bronzino, Benvenuto Cellini, Giorgio Vasari, Bartolomeo Ammannati, el Giambologna, Jacopo Ligozzi, Tiziano, Tintoretto, Palladio, etc. La primera dona a ser admesa va ser Artemisia Gentileschi.
L'Accademia, va ser encarregada, l'any 1603, de vigilar contra les exportacions d'art del granducat toscà, i va tenir diverses seus però la cappella di San Luca nei chiostri a la basilica della Santissima Annunziata de Florència on es van sepultar nombrosos i importants acadèmics, entre ells Pontormo.
El 1784 el granduc Pietro Leopoldo di Lorena reformà l'Accademia delle arti del disegno i li va canviar el nom pel d'Accademia delle belle arti.
L'any 1873 va ser subdividida en dues entitats segons la seva finnalitat. El 1937 les lleis de reforma de l'Estat feixista van portar a la separació definitiva entre l'Accademia delle arti del disegno i l'accademia di belle arti.
L'Accademia delle arti del disegno des del 1970 té la seu al palazzo dell'Arte dei Beccai, i es subdivideix en cinc classes: classe de pintura, classe d'escultura, classe d'arquitectura, classe d'història de l'art, classe de disciplines humanístiques i ciències.
En tota la seva història l'Accademia ha tingut més de 6.500 afiliats. Es pot consultar aquesta llista a internet.
L'Accademia atorga també el títol honorífic d' "accademico d'onore" per mèrits en àmbits polítics, culturals o científicso. Entre els guardonats es troben: Jasper Johns, Alberto Ronchey, el Premi Nobel Rita Levi-Montalcini i el Premi Pritzker Philip Johnson, Jørn Utzon, Robert Venturi i Renzo Piano.